# Philipp Albrecht, Duce de Württemberg
Philipp Albrecht, Duce de Württemberg (George Philipp Albrecht Carl Maria Joseph Ludwig Hubertus Stanislaus Leopold Herzog von Württemberg; 14 noiembrie 1893 – 17 aprilie 1975) a fost fiul lui Albrecht, Duce de Württemberg și a Arhiducesei Margarete Sophie a Austriei. A devenit șeful Casei de Württemberg după decesul tatălui său în 1939.

## Căsătorii și copii
Prima lui soție a fost Arhiducesa Elena de Austria (1903-1924), fiica Arhiducelui Petru Ferdinand, Prinț de Toscana și a Prințesei Maria Cristina a celor Două Sicilii. Cuplul a avut o fiică:
- Ducesa Maria Christina de Württemberg (n. 2 septembrie 1924, Tübingen), căsătorită la 23 septembrie 1948 cu prințul Georg Hartmann de Liechtenstein (1911 – 1998), fiu al Prințului Aloys de Liechtenstein.[1]

Arhiducesa Elena a murit la o săptămână după nașterea fiicei lor.
A doua soție a fost Arhiducesa Rosa de Austria (1906-1983), sora primei lui soții. Căsătoria a avut loc la 1 august 1928 la Friedrichshafen. Ei au avut doi fii și patru fiice:
- Ducesa Elena de Württemberg (n. 29 iunie 1929), căsătorită în 1961 cu margraful Federico Pallavicini.
- Ducele Ludwig Albrecht de Württemberg (n. 23 octombrie 1930), a renunțat la drepturile sale la șefia Casei, fiind căsătorit morganatic de două ori; are copii.[1]
- Ducesa Elisabeta de Württemberg (n. 2 februarie 1933), căsătorită în 1958 cu Prințul Antoine de Bourbon-Două Sicilii; are copii.
- Ducesa Marie Thérèse de Württemberg (n. 12 noiembrie 1934), căsătorită în 1957 cu Prințul Henri d'Orléans, Conte de Paris. Căsătoria a fost anulată.
- Carl, Duce de Württemberg (n. 1 august 1936), șef al Casei de Württemberg.
- Ducesa Maria Antonia de Württemberg (31 august 1937 – 12 noiembrie 2004).